# Museum Kunstpalast
Le Museum Kunstpalast est un musée d'art à Düsseldorf en Allemagne. Il s'appelait jusqu'en 2001 Kunstmuseum Düsseldorf.

## Histoire
Les origines du musée remontent à environ 300 ans. En 1932, la collection de l'Académie des beaux-arts de Düsseldorf fût hébergée dans le Kunstmuseum Düsseldorf. Comprenant les œuvres données par le régent Jean-Guillaume de Neubourg-Wittelsbach, Duc du Palatinat du Rhin, ainsi que sa femme Anne-Marie-Louise de Médicis, et certains citoyens aisés de Düsseldorf. L'académie a été fondée en 1710, sa collection se développa au XIXe siècle, par la collection de Lambert Krahe.
Le Düsseldorfer Gallerieverein, fondé au XIXe siècle, collectionna de nombreux dessins de l'École de peinture de Düsseldorf, délivré plus tard à cette collection. Le Musée des Arts Avancés, qui a ouvert en 1883, fusionna avec ce musée par la suite. 
Le Kunstmuseum dans sa forme actuelle ouvrit en 1913. Par conséquent, le Museumsverein et la Künstler-Verein zur Veranstaltung von Kunstausstellungen (Association des Artistes pour la Réalisation des Expositions  d'œuvres d'Art) collabora dans l'organisation des expositions d'œuvres d'art, et la fondation Stiftung Museum Kunstpalast fût établie en 1998.
Depuis janvier 2020, le NRW Forum fait partie du Kunstpalast.

## Architecture
En 1902, le premier Kunstpalast fût érigé au Ehrenhof ("cour d'honneur"), pour une exposition majeure comprenant des œuvres aussi bien que des objets commerciaux et industriels. Un nouveau bâtiment dans le style Art déco fût dessiné par Wilhelm Kreis en 1926, pour une exposition sur la santé, la protection sociale et l'éducation physique, appelée "GeSoLei". La Collection d'Arts Commune pour les céramiques (les arts appliqués furent déplacés dans le bâtiment Ehrenhof en 1928.
En 1969, les céramiques ont été déplacés au Palais Nesselrode au Schulstraße dans le Düsseldorf-Carlstadt. Il y a également le NRW-Forum Kultur und Wirtschaft (forum pour la culture et l'économie de la Rhénanie du Nord-Westphalie) dans le même bâtiment.
Le musée fût entièrement rénové par Oswald Mathias Ungers et a ré-ouvert en 2001.

## Collection
Le Museum Kunstpalast comprend des objets des beaux-arts de l'Antiquité classique jusqu'au présent, incluant des dessins, des sculptures, une collection de plus de 70,000 expositions d'arts graphiques et de photographies, les arts appliqués et le design ainsi que l'une des plus grandes collections européennes de verre, le Helmut Hentrich Glass Museum.
La collection d'arts graphiques comprend 14 000 œuvres d'art graphique du baroque italien. La collection présente de nombreuses œuvres d'Europe, du Japon, d'Iran, débutant avec le III° siècle avant JC. La collection d'art inclut également des œuvres d'ères telles que le Gothique, la Renaissance, le Baroque, le temps de Goethe, le XIX° siècle, le XX° siècle comprenant une grande collection d'œuvres du ZERO, ainsi que le présent.
Le musée conserve 17 œuvres et trente dessins, acquis par Lambert Krahe à Rome entre 1736 et 1739 auprès de l'artiste Jean-Charles Frontier lui-même.

## Galerie

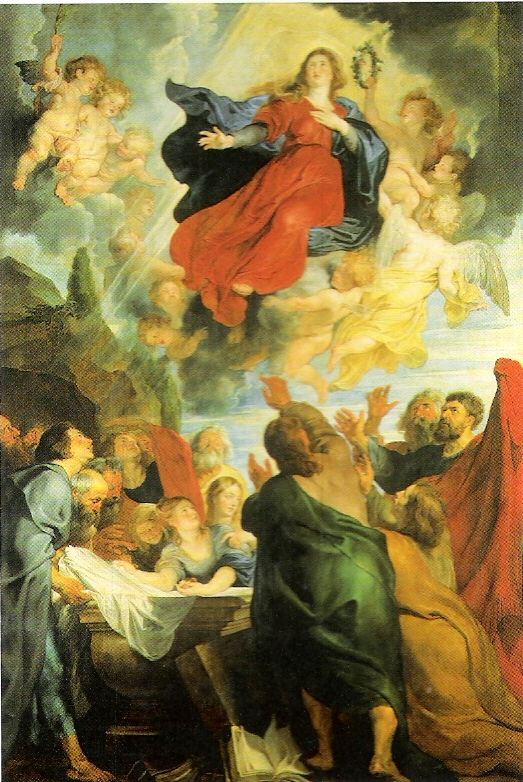
Assomption de Marie par Rubens.
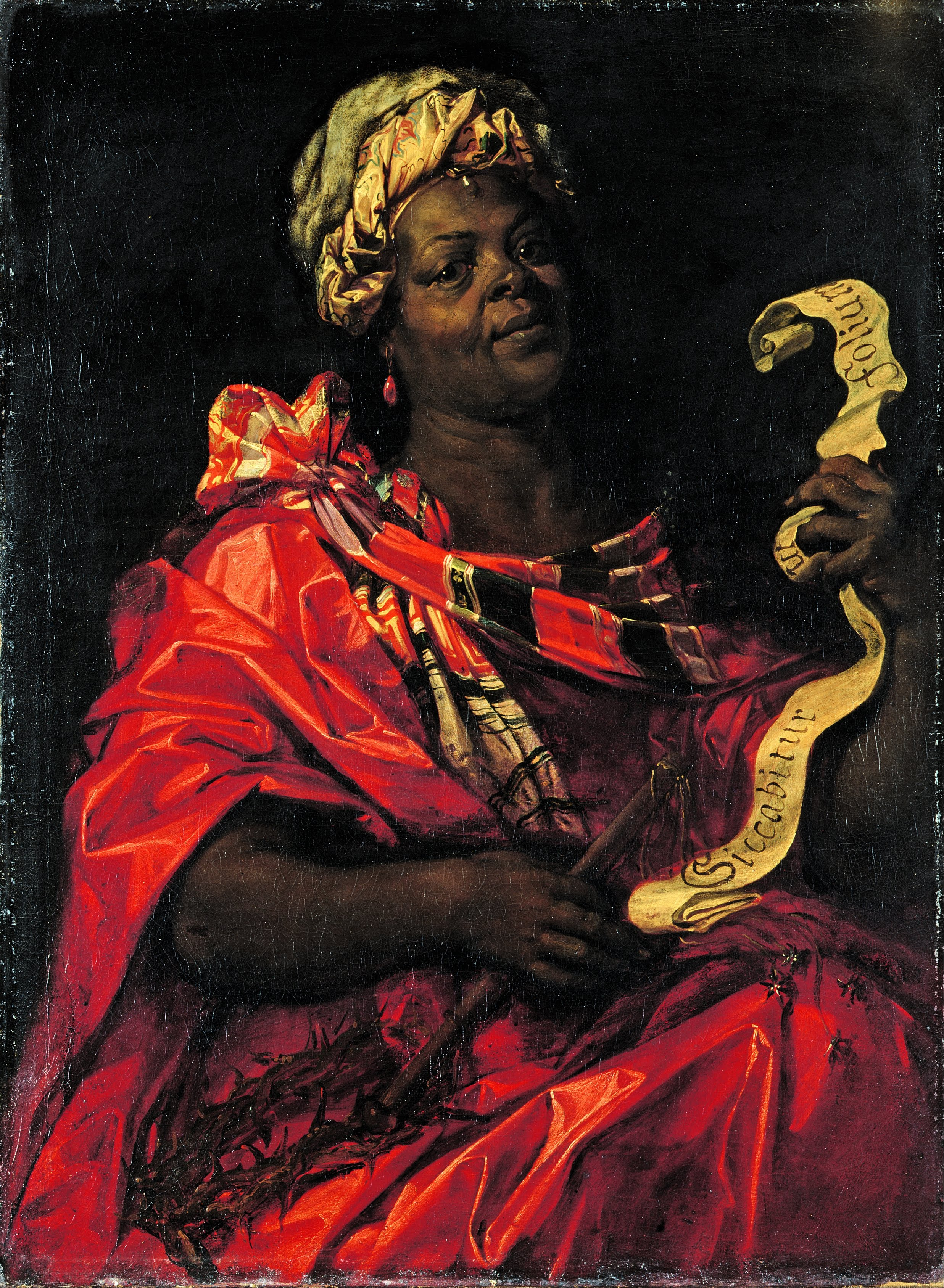
Jan van den Hoecke, Sibylle Agrippina.
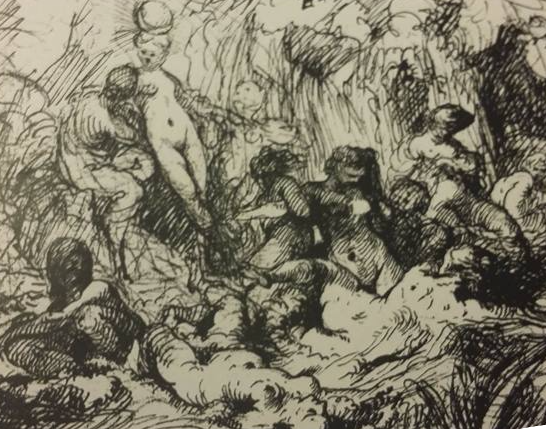
Diane et ses nymphes (1736-1739) par Jean-Charles Frontier
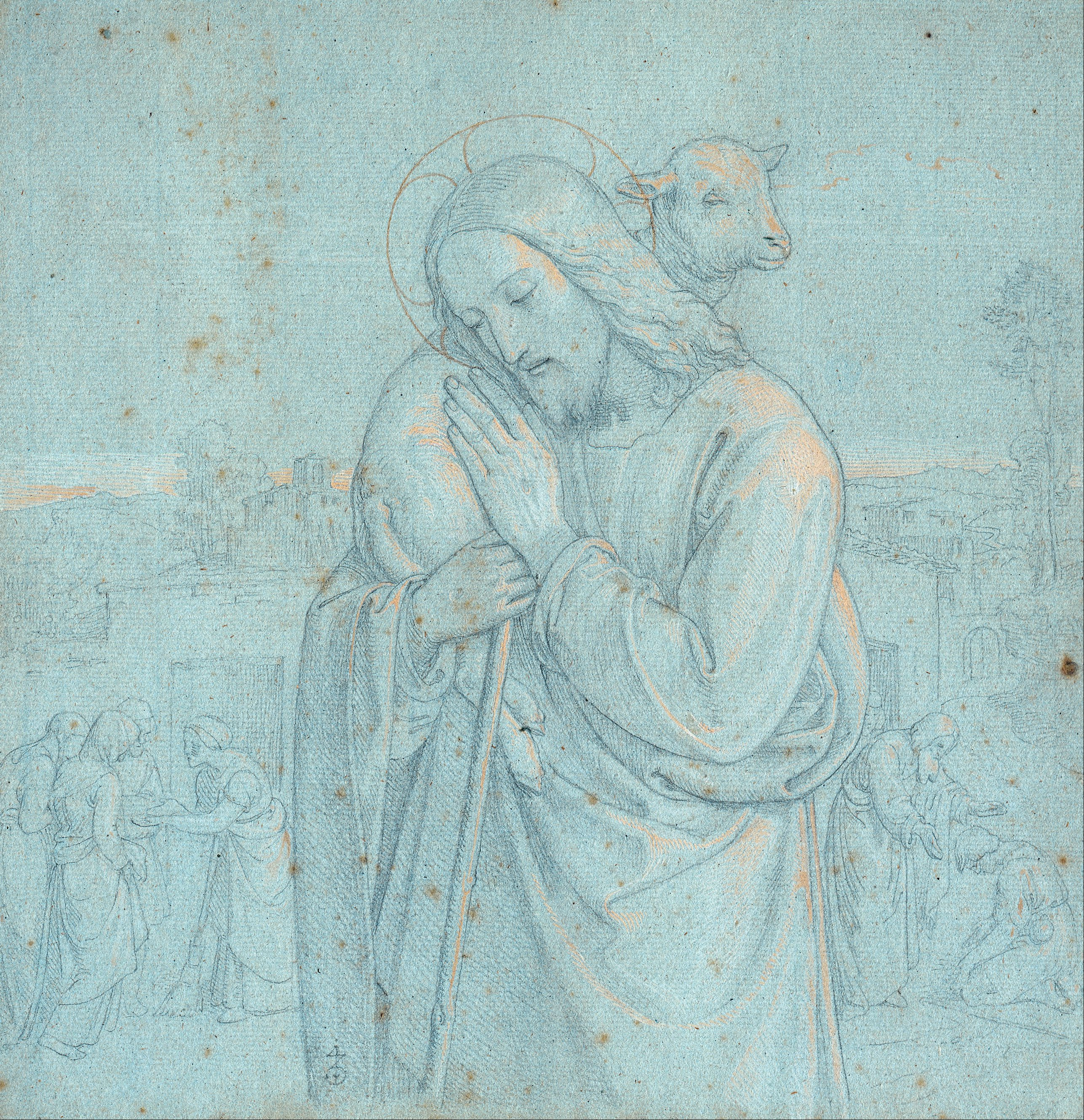
Le Bon Pasteur (1840) par Joseph von Führich

## Expositions
Parmi les nombreuses expositions de contenu d'archives, le Museum Kunstpalast a déjà accueilli certaines expositions sur les grands maîtres, y compris :
- Une exposition de peintures du Caravage (de 2006 à 2007)
- La plus grande exposition des peintures du Greco en Allemagne depuis plusieurs décennies. L'exposition montra leur influence sur l'art moderne. Elle eut lieu en 2012.
- Une exposition des peintures du peintre du Siècle d'Or espagnol Francisco de Zurbarán (de 2015 à 2016)

## Voir également
- Liste des plus grands musées d'art du monde